# Apollo 15
L'Apollo 15 va ser el quinzè vol del programa Apollo (denominat oficialment AS-510), va ser llançat el 26 de juliol de 1971 mitjançant un coet del tipus Saturn 5, en direcció a la Lluna.
Va ser la primera de les missions del tipus J, és a dir, amb modificacions en l'astronau que permetien una durada del vol de fins a 14 dies.
Poc després de començar l'òrbita lunar número 12, el mòdul de descens va aconseguir efectuar l'allunatge a 26,08° N 3,66° E (a només un centenar de metres del punt teòric a la regió del Mons Hadley-Apenins, al Mare Imbrium) duent com a tripulants a David R. Scott -comandant-, i James B. Irwin.